# Tekken: The Motion Picture
Tekken: The Motion Picture (яп. 鉄拳 -TEKKEN- Тэккэн, «Теккен: Кинофильм») — аниме-адаптация серии игр Tekken, разработанной Namco. Фильм, созданный ASCII Corporation и Sony Music Entertainment Japan был выпущен в 1998 году. Первоначально было выпущено две OVA, которые компанией ADV объединили в один часовой полнометражный анимационный фильм.
Фильм рассказывает о событиях, произошедших в первой части игры, где главным героем является Кадзуя Мисима, противостоящий своему отцу Хэйхати Мисиме. Также в фильме разворачиваются события Tekken 2, в частности фигурируют Дзюн Кадзама или Лэй Улун, расследующие незаконную деятельность Мисима Дзайбацу.

## Сюжет
Когда Дзюн Кадзама была ребёнком, она стала свидетелем, как её друга Кадзую, его отец, Хэйхати Мисима, сбросил со скалы. С тех пор прошло много лет, но эта сцена до сих пор видится ей в кошмарах. Теперь она следователь по особо опасным делам и ведет расследование по Хэйхати. Она должна выяснить, действительно ли отец производит на своем острове оружие, и тут ей подворачивается удобный способ узнать это самой. На этом острове каждый год проводятся бойцовские соревнования, в которых победитель получает шанс сразится с самим Хэйхати, а в случае победы — ещё и приз в один миллиард долларов. Дзюн отправляется на остров. В одном из немногих её спутников она с удивлением узнает Кадзую Мисиму, того самого мальчика. Он чудом выжил и теперь горит желанием убить отца. Да и остальные бойцы отправляются на остров не просто ради каких-то денег. Они ещё не знают, что в этом году Хэйхати и его приемный сын Ли Чаолан готовят для гостей особый турнир…

## Персонажи
| Персонаж                      | Сэйю            |
| ----------------------------- | --------------- |
| Кадзуя Мисима                 | Казухиро Ямадзи |
| Хэйхати Мисима                | Дайсукэ Гори    |
| Дзюн Кадзама                  | Юми Тома        |
| Лэй Улун                      | Акио Накамура   |
| Ли Чаолан                     | Синъитиро Мики  |
| Нина Уильямс                  | Минами Такаяма  |
| Анна Уильямс                  | Каори Ямагата   |
| Молодая Дзюн                  | Эри Сэндай      |
| Молодой Кадзуя / Дзин Кадзама | Минами Такаяма  |
| Мишель Чан                    | Наруми Хидака   |
| Джек-2                        | Акио Оцука      |
| Джейн (девочка с Джеком 2)    | (неизвестно)    |
| Доктор Босконович             | Тамио Оки       |
| Брюс Ирвин                    | Сэйдзи Сасаки   |
| Бэк Ду Сан                    | Кьёусей Тсукуи  |
| Ганрю                         | Такаси Нагасако |

Помимо этого в фильме появляются такие персонажи как Кинг, Армор Кинг, Ёсимицу, Пол Феникс, Маршалл Ло, Роджер, Алекс и Кума. В начале появляются камео следующих персонажей: взрослый Дзин Кадзама, Лин Сяоюй, Хваран, Эдди Гордо, Форест Ло, Ван Дзинрэй и Кунимицу.

## Саундтрек
Для выпуска на английском языке, саундтрек был заменён на альтернативный рок, панк-рок и сладж-метал:
- «The Meaning of Life» — The Offspring.
- «Save Yourself» — Stabbing Westward.
- «Clean My Wounds» — Corrosion of Conformity.
- «Straight to Hell» — The Urge.
- «Bonecrusher» — Soulhat.

## Критика
Tekken: The Motion Picture был воспринят как неудачная попытка повторить успех Street Fighter II: The Animated Movie. Entertainment Weekly также не слишком хорошо отозвались о полнометражном фильме. Anime News Network поставили фильму оценку C+, назвав его «странно посредственным в жанре, наполненным полной чепухой».